# George Alencherry

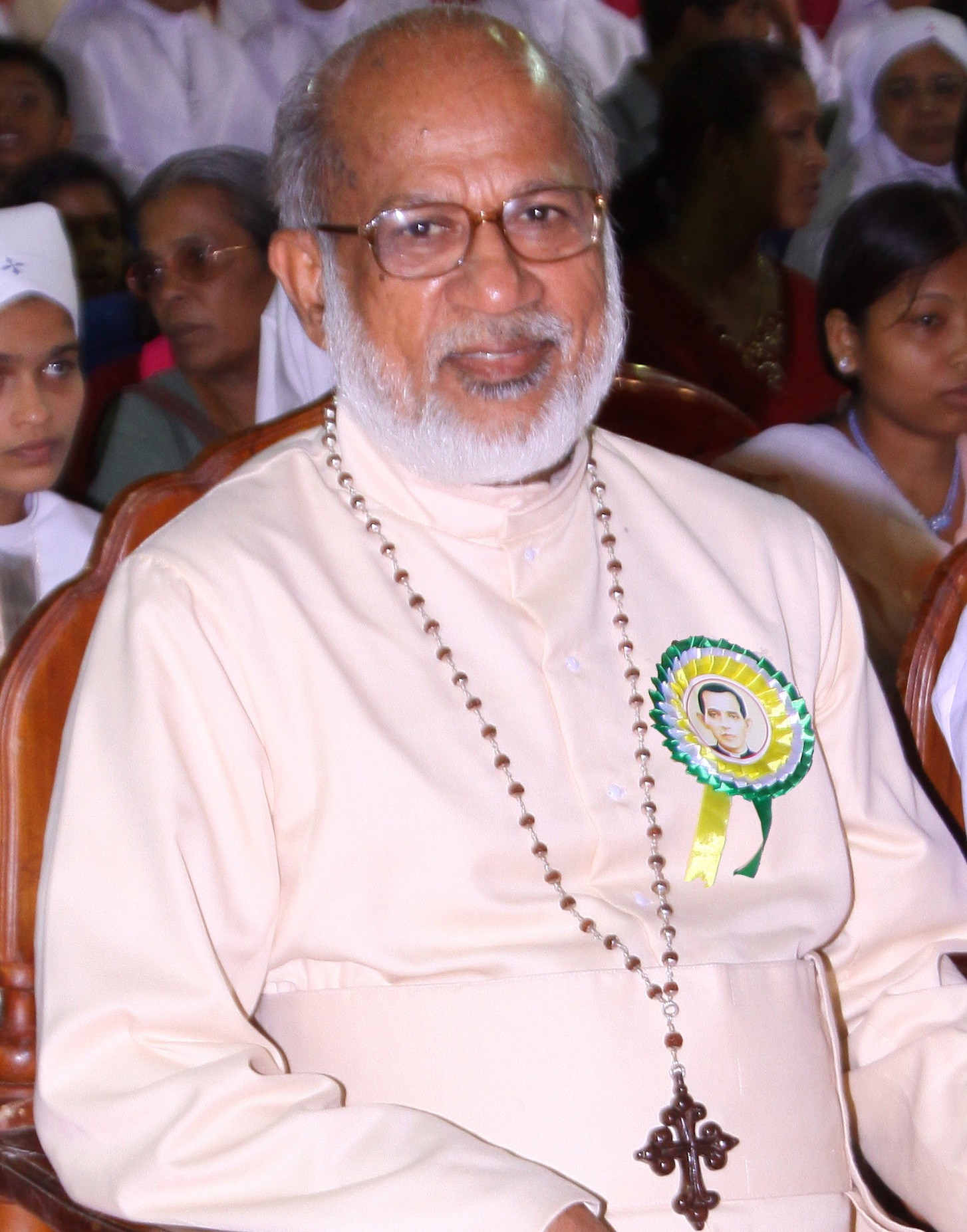
Großerzbischof George Alencherry (2011)

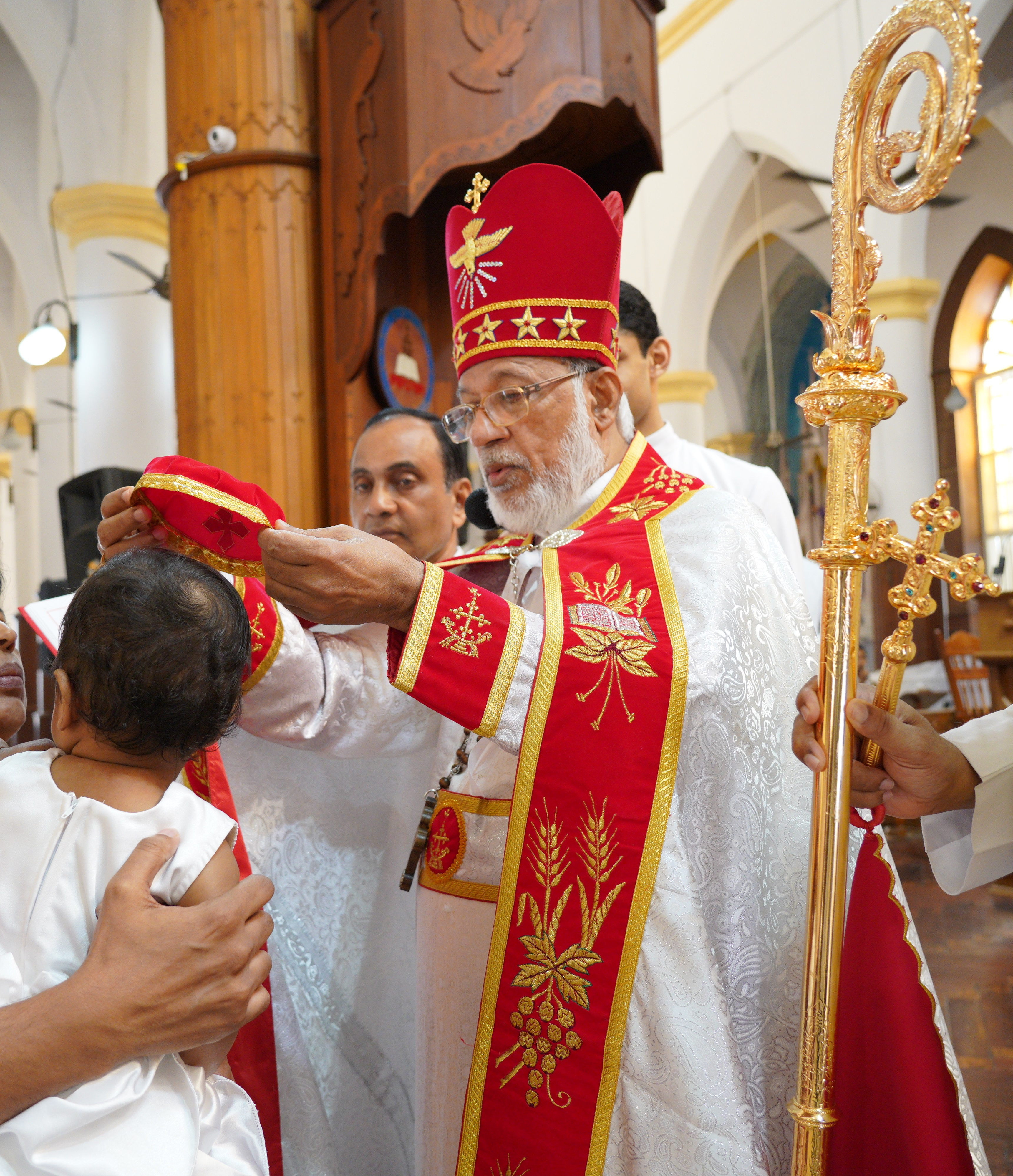
Kardinal George Alencherry bei einer Taufe (2020)

George Kardinal Alencherry (Malayalam മാർ ജോർജ് ആലഞ്ചേരി Mār Jēārj Ālañcēri; * 19. April 1945 in Thuruthy, Changanassery, Distrikt Kottayam als Geevarghese Alencherry) ist ein indischer Geistlicher. Als Großerzbischof von Ernakulam-Angamaly war er von 2011 bis 2023 Oberhaupt der Gläubigen der syro-malabarischen Kirche.

## Leben
George Alencherry, sechstes Kind einer Familie mit zehn Kindern, studierte Philosophie und Theologie am Päpstlichen Seminar in Aluva, Kerala. Er empfing am 19. November 1972 die Priesterweihe und war anschließend als Pfarrvikar im Erzeparchie Changanacherry tätig. 1986 wurde er Direktor des Pastoral Orientation Centre. Bis 1997 war Alencherry zudem Professor am St Thomas Apostolic Seminary.
Nach der Wahl durch die Bischofssynode der syro-malabarischen Kirche wurde er am 11. November 1996 von Papst Johannes Paul II. zum ersten Bischof von Thuckalay ernannt. Er empfing am 2. Februar 1997 die Bischofsweihe durch den Erzbischof von Changanacherry, Joseph Powathil; Mitkonsekratoren waren Lawrence Ephraem Thottam, Bischof von Marthandom, und Mathew Vattackuzhy, Bischof von Kanjirapally.
George Alencherry wurde am 24. Mai 2011 als Großerzbischof des Großerzbistums Ernakulam-Angamaly und damit als Oberhaupt der syro-malabarischen Kirche durch die Synode gewählt und von Papst Benedikt XVI. am 26. Mai bestätigt. Im Konsistorium vom 18. Februar 2012 nahm ihn Papst Benedikt XVI. als Kardinalpriester mit der Titelkirche San Bernardo alle Terme in das Kardinalskollegium auf. Am Konklave 2013, in dem Papst Franziskus gewählt wurde, nahm er teil.
Durch spekulative, missglückte Grundstücksgeschäften in der Stadt Kochi, die Alencherry an den zuständigen kirchlichen Gremien und Finanzberatern vorbei eingefädelt haben soll, verlor das Großerzbistum Ernakulam-Angamaly umgerechnet 11 Millionen Euro. Die Synode der syro-malabarischen Kirche entzog daraufhin Anfang Februar 2018 Alencherry die Leitung der administrativen und wirtschaftlichen Angelegenheiten des Großerzbistums und übertrug diese Kompetenzen auf Weihbischof Sebastian Adayanthrath. Die Synode beschränkte Alencherry auf seine pastoralen und liturgische Aufgaben. Der Priesterrat ersuchte Papst Franziskus, sich mit den Grundstücksgeschäften zu befassen. Am 22. Juni 2018 ernannte der Papst den Bischof von Palgath, Jacob Manathodath, zum Apostolischen Administrator sede plena, womit die Jurisdiktion Alencherrys ruhte. Am 27. Juni des folgenden Jahres beendete der Papst die Amtsführung des Administrators, womit die Jurisdiktion Alencherrys formal wieder auflebte. Im August 2019 wählte die Synode der syro-malabarischen Kirche mit Antony Kariyil CMI einen Vikar, der ihm zur Seite gestellt wurde. Mit dessen Rücktritt am 30. Juli 2022 ernannte Papst Franziskus mit dem Erzbischof von Trichur, Andrews Thazhath, erneut einen Apostolischen Administrator sede plena.
Am 7. Dezember 2023 nahm Papst Franziskus Alencherrys altersbedingten Rücktritt und gleichzeitig den Rücktritt Andrews Thazhaths als Apostolischer Administrator an. In einem an Alencherry gerichteten Brief erklärte der Papst, den Rücktritt nach den Priester- und Bischofsjubiläen des Großerzbischofs angenommen zu haben und bestätigte diesen ausdrücklich in seinen Kurienämtern.

## Mitgliedschaften
Kardinal Alencherry war Mitglied folgender Dikasterien der Römischen Kurie:
- Kongregation für die Glaubenslehre (2012–2025)[12]
- Kongregation für die orientalischen Kirchen (2012–2025)[12]
- Päpstlicher Rat zur Förderung der Einheit der Christen (2016–2025)[13]